# Peperomia polystachya
Peperomia polystachya är en pepparväxtart som först beskrevs av William Aiton, och fick sitt nu gällande namn av William Jackson Hooker. Peperomia polystachya ingår i släktet peperomior, och familjen pepparväxter. Inga underarter finns listade i Catalogue of Life.